# Jana Břežková
Jana Břežková (ur. 6 września 1943 w Ostrawie) – czeska aktorka i kostiumograf. 
Po ukończeniu w 1964 Wydziału Teatralnego Akademii Sztuk Scenicznych w Pradze podjęła pracę w teatrze w Przybramie, a od 1967 należy do zespołu praskiego Klubu Dramatycznego.

## Wybrana filmografia
- 1961: Pochodně – córka Broža
- 1962: Černá dynastie – szkolna koleżanka Tondy
- 1964: Začít znova – brygadzistka Lída
- 1965: Piąty jeździec Apokalipsy (...a páty jezdec je Strach) – dziewczyna w barze
- 1965: Pięć milionów świadków (Pět miliónů svědků) – Jindřiška
- 1969: Praskie noce (Pražské noci) – pokojówka
- 1977: Brygada upał (Parta hic) – pielęgniarka
- 1978: Miłość i honor (Příběh lásky a cti) – Libická
- 1980: Ciemne słońce (Temné slunce) – terrorystka
- 1981: Wakacje dla psa (Prázdniny pro psa) – Alice Jirsová
- 1981: Niewierność po słowacku (Nevera po slovensky) – Kety (także jako kostiumograf)
- 1981: Jak się rodzi osiedle (Panelstory aneb Jak se rodí sídliště) – kasjerka (także jako kostiumograf)
- 1982: Wampir z Feratu (Upír z Feratu) – Luisa / Klára Tomášová
- 1982: Człowiek z Cap Arcony (Der Mann von der Cap Arcona) – Irene Syring
- 1983: Serdeczne pozdrowienia z Ziemi (Srdečný pozdrav ze zeměkoule) – kobieta-kierowca
- 1983: Goście (Návštěvníci) – kelnerka
- 1984: Anielska diablica (Anděl s ďáblem v těle) – Kety
- 1984: Latający Czestmir (Létající Čestmír) – Paštiková
- 1987: Anioł uwodzi diabła (Anděl svádí ďábla) – lesbijka
- 2011: Błękitny tygrys (Modrý tygr) – kobieta w okularach